# 小笠原和美
小笠原 和美（おがさわら かずみ、1971年9月7日- ）は、日本の警察官僚。警察大学校国際警察センター所長兼警察庁長官官房審議官(国際担当)。

## 来歴
岩手県盛岡市出身。慶應義塾大学総合政策学部 (1期生)を卒業後、1994年 (平成6年)、警察庁に入庁 (田中俊恵、青山彩子、滝澤依子、佐野裕子、杉内由美子に次ぎ、女性として6人目)。
入庁後、兵庫県生田警察署で6カ月間の実務研修を行い、その際に阪神・淡路大震災に遭遇し、救助活動や検視活動にあたった。
その後、栃木県警察本部刑事部捜査第二課長、大阪府警察本部警備部外事課長、経済産業省原子力安全・保安院原子力防災課危機管理班長などを歴任。
2011年4月15日、福島県警察本部警務部長 (女性初)に就任し、震災対応にあたるウルトラ警察隊の受け入れや職員の放射線管理対策などに取り組んだ。
その後、警視庁総務部広報課長 (女性初)、北海道警察函館方面本部長 (女性初)などを歴任し、2020年4月1日、慶應義塾大学総合政策学部教授(有期)に就任。
2021年5月4日、NHK総合テレビジョン「視点・論点」に出演し、性暴力を防ぐため、絵本から教育を始めることの大切さを語った。
2022年9月8日、群馬県警察本部長 (女性初)に就任し、県内で開催された主要7カ国首脳会議(G7サミット)のデジタル・技術大臣会合の警備指揮などを行った。
2023年9月15日、警察大学校特別捜査幹部研修所長に就任。
2025年2月3日、警察大学校国際警察センター所長兼警察庁長官官房審議官(国際担当)に就任。

## 略歴
- 1994年
  - 4月-    警察庁入庁[1][5]
  - 7月-         兵庫県生田警察署地域第一課・刑事第一課・暴力団対策課[5][6][17]
- 1995年5月-    警察庁刑事局暴力団対策部暴力団対策第一課付[10]
- 1997年8月-    警察庁生活安全局少年課付(総理府内閣総理大臣官房男女共同参画室)[10][18]
- 1999年
  - 7月-    コロンビア大学社会学科大学院留学[7]
  - 8月-     警察庁生活安全局薬物対策課課長補佐[10]
- 2002年8月-    栃木県警察本部刑事部捜査第二課長[10]
- 2004年8月-    経済産業省原子力安全・保安院原子力防災課危機管理班長[7]
- 2006年8月-    大阪府警察本部警備部外事課長[10]
- 2008年3月-    警察大学校特別捜査幹部研修所主任教授[10]
- 2010年3月-    警察庁長官官房給与厚生課理事官[10]
- 2011年4月-    福島県警察本部警務部長 (福島県警察初の女性警務部長)[5][8][9]
- 2012年8月-    警視庁総務部広報課長 (警視庁初の女性広報課長)[19][20]
- 2014年2月-    警察庁警備局付(内閣官房内閣参事官(内閣情報調査室)・内閣官房内閣情報調査室カウンターインテリジェンスセンターセンター員)[21]
- 2016年3月-    北海道警察函館方面本部長 (北海道警初の女性方面本部長)[22][23][24]
- 2018年1月-    警察庁刑事局捜査支援分析管理官[25] [26]
- 2020年
  - 2月-    警察庁長官官房付兼警察大学校警察政策研究センター付
  - 4月-    慶應義塾大学総合政策学部教授(有期)[10][11][27]
- 2022年9月-    群馬県警察本部長 (群馬県警初の女性本部長)[12][13]
- 2023年9月-    警察大学校特別捜査幹部研修所長[15][16]
- 2025年2月-    警察大学校国際警察センター所長兼警察庁長官官房審議官(国際担当)[2][3][4]

## 著書
- 小笠原和美, MASUMI, サトウミユキ『おしえて! くもくん プライベートゾーンってなあに?』東山書房、2021年2月20日。ISBN 978-4-8278-1583-2。